# Cholomandinga
Cholomandinga fue una banda chilena formada en Concepción en 1996; caracterizada por su ritmo latino y las letras de sus canciones divertidas e irónicas.

## Historia
Esta palabra es autóctona de varios lenguas aborígenes de muchos lugares en el mundo, que significa buen amigo, amistad sincera, panita, guay u otros.
Esta banda es oriunda de Concepción, formada el año 1996, formado por Carrumba en la Voz, Mauricio "Chazcón" Lermanda en la guitarra, Cristian "Flako" Lara en el bajo, Víctor Garrido en la batería y Marcelo Sánchez en la percusión formaron Cholomandinga. Su nombre proviene de que "Cholo" significa un hombre con la tez negra y "Mandinga" le dicen al diablo en el campo. Después, empezaron a debutar en distintos lugares de la octava región. Más tarde se trasladan a Santiago y el año 2003 editan "Porque Chile es porno", disco del cual salen sus éxitos "El Partío" y "El opio" y de claras canciones divertidas e irónicas. 
El año 2007 editan "En toma". Donde destacan varios éxitos como "Soy Senador", "La Marihuana", "Dale Guacho".
El 2008, se graba "En Vivo", en el Centro de Extensión de Balmaceda Arte Joven, ubicado dentro del Parque Quinta Normal, dando un resumen de más de 10 años de trayectoria. 
En 2010 con nuevos integrantes, Cholomandinga prepara su cuarto disco de estudio llamado "La Agüita de la Perdiz", homenajeando a una antigua toma de terrenos que bordea la Universidad de Concepción. Con sonidos más setenteros, letras enfocadas a lo urbano que colorean personajes típicos de los barrios de Chile, Cholomandinga entrega su cuarta placa grabada en los estudios de Balmaceda Arte Joven y, que cuenta, con la participación de varios músicos invitados. Son diez canciones elegidas que traspasan la cumbia, el rock, el bolero y los sonidos latinos, destacando canciones como "Conchalí", "Mijita Rica", "Mapocho", la hermosa "Talcahuano" y el sencillo que fue lanzado en el teatro Oriente de Santiago en octubre del 2009 "María Bisagra", la cumbia a la vieja del barrio, entre otros. Son sonidos barriales, son tambores penquistas, son historias de Latinoamérica... "La Agüita de la Perdiz", es la esencia del barrio chileno .

## Miembros

### Miembros
- Carrumba, Voz (1996 - 2022, su muerte).
- Iván Fredes, Guitarra (2007 - •).
- Miguel González, Batería y percusión (2007 - •).
- Samy Maluenda, Bajo (2009 - •).
- Álvaro "Tio"quinchagual, Clarinete (2010 - •).
- Juan Contreras, Trombón (2007 - 2009 / 2011 - •).
- Esteban Nuñez, Saxofón (2007 - 2009 / 2012 - •).
- Patricio González  Güiro y Manager (2009-•)
- Sebastián Barrerá Congas (2009-•)

- Mauricio "Chazcón" Lermanda, Guitarra (1996 - 2007).
- Cristian "Flako" Lara, Bajo y cajón peruano (1996 - 2005).
- Víctor Garrido, Batería (1996 - 2001).
- Marcelo Sánchez, Percusión (1996 - ).
- Sammy Molano, Batería y percusión (2001 - 2005).
- Renzo Valenzuela, Congas, timbal y percusión (2002).
- Rodrigo Gómez, Trompeta (2002 - 2004).
- Daniel "Danielitro" Carmona, Trombón (2002 - 2007).
- Eduardo "Oso" Jorquera, Saxo y flauta traversa (2002 - 2007).
- Ignacio Pelao Ferrera, trompeta (2004 - 2007).
- Edson "Negro" Cristi, Bajo (2005 - 2009).
- Pato Pailamilla, Trompeta (2007 - 2009).
- Rodrigo "Negro" Medel, bajo (2009).
- Nico Errazuriz, Teclados (2009 - 2010).
- "Loco" Leo Espina, Batería (2005 - 2011).
- Miguel "Escopeta" Sánchez , Teclados (2010 -•)

## Discografía
Discos
| Año  | Título                 | Discográfica  |
| ---- | ---------------------- | ------------- |
| 2003 | Porque Chile es Porno  | Sello Azul    |
| 2007 | En Toma!               | Dicap         |
| 2008 | En Vivo                | Oveja Negra   |
| 2010 | La Aguita de la Perdiz | Independiente |

Compilados
| Año  | Nombre Disco               | Canción            | Discográfica     |
| ---- | -------------------------- | ------------------ | ---------------- |
| 1997 | Escuelas de Rock Volumen 3 | El Opio del Pueblo | Escuelas de Rock |
| 1998 | "Rock Indigenista"         |                    |                  |
| 1999 | "Rock Latinoamericano"     |                    |                  |
| 2003 | Escuelas de Rock Volumen 9 | El Partío          | Escuelas de Rock |
| 2007 | Mil voces, Gladys          | Guacho             | Dicap            |
| 2009 | Cumbia Chilena             | Exótica Narigón    | Oveja Negra      |
| 2009 | Escuelas de Rock 15 años   | María Bisagra      | Escuelas de Rock |
| 2010 | A Morir con las Cumbias    | Exótica            | Oveja Negra      |
| 2010 | Arria de la Pelota         | El Partío          | Sello Azul       |